# براندون بونفاسيو
براندون بونفاسيو هو لاعب كرة قدم كندي، ولد في 29 سبتمبر 1989 في فانكوفر في كندا. شارك مع منتخب كندا تحت 20 سنة لكرة القدم. أما مع النوادي، فقد لعب مع بي إي سي زفوله ونادي كامبور.

## وصلات خارجية
- براندون بونفاسيو على موقع قاعدة بيانات كرة القدم.إي يو (الإنجليزية)